# Heinrich Volkmann
Heinrich Volkmann (* 16. April 1938 in Bochum; † 1. September 2014) war ein deutscher Sozialhistoriker.

## Leben
Volkmann studierte Geschichte, Germanistik und Philosophie an den Universitäten Münster, Würzburg und an der FU Berlin. Er war Stipendiat der Friedrich-Ebert-Stiftung und wurde 1968 mit einer Dissertation über die Die Arbeiterfrage im Preußischen Abgeordnetenhaus an der FU Berlin promoviert. Seit 1967 war er als Assistent am Institut für Sozial- und Wirtschaftsgeschichte der FU bei Wolfram Fischer tätig. 1975 habilitierte Volkmann sich an der FU Berlin mit einer unveröffentlichten Arbeit über Die Krise von 1830. Form, Ursache und Funktion des sozialen Protests im deutschen Vormärz. 1978 wurde Volkmann zum Professor am Arbeitsbereich Wirtschafts- und Sozialgeschichte des Zentralinstituts für sozialwissenschaftliche Forschung der FU Berlin ernannt. Seit 2003 war er im Ruhestand.
Volkmanns Forschungen beschäftigten sich schwerpunktmäßig mit dem sozialen Protest im Vormärz, der staatlichen Sozialpolitik im 19. Jahrhundert und mit der Geschichte des Arbeitskampfes im 19. und 20. Jahrhundert.

## Schriften (Auswahl)
- Die Arbeiterfrage im Preußischen Abgeordnetenhaus. Berlin: Duncker und Humblot, 1968.
- mit Rudolf Braun u. a. (Hrsg.): Industrielle Revolution. Wirtschaftliche Aspekte (= Neue wissenschaftliche Bibliothek. Band 50). Köln/Berlin: Kiepenheuer und Witsch, 1972, ISBN 3-462-00871-4.
- mit Rudolf Braun u. a. (Hrsg.): Gesellschaft in der industriellen Revolution (= Neue wissenschaftliche Bibliothek. Band 56). Köln: Kiepenheuer und Witsch, 1973, ISBN 3-462-00925-7.
- mit Hartmut Kaelble u. a.: Probleme der Modernisierung in Deutschland. Sozialhistorische Studien zum 19. und 20. Jahrhundert. Opladen: Westdeutscher Verlag, 1978, ISBN 3-531-11430-1.
- mit Klaus Tenfelde (Hrsg.): Streik. Zur Geschichte des Arbeitskampfes in Deutschland während der Industrialisierung. München: Beck, 1981, ISBN 3-406-08130-4.
- mit Jürgen Bergmann (Hrsg.): Sozialer Protest. Studien zu traditioneller Resistenz und kollektiver Gewalt in Deutschland vom Vormärz bis zur Reichsgründung. Opladen: Westdeutscher Verlag, 1986, ISBN 3-531-11638-X.
- mit Hasso Spode u. a.: Statistik der Arbeitskämpfe in Deutschland. St. Katharinen: Scripta Mercaturae Verlag, 1992, ISBN 978-3-922661-96-2.
- mit Manfred Gailus (Hrsg.): Der Kampf um das tägliche Brot. Nahrungsmangel, Versorgungspolitik und Protest 1770–1990. Opladen: Westdeutscher Verlag, 1994, ISBN 3-531-12560-5.